# Цуценя (фільм)
«Цуценя» — радянський художній фільм 1988 року, знятий режисером Олександром Гришиним на Одеській кіностудії.

## Сюжет
Десятикласник Микола Ольховников жив у маленькому провінційному містечку Ольхівка. Одного разу він написав до редакції центральної газети листа, в якому розповів про неподобства, що творяться у Ольховці, про представників влади, пов'язаних між собою тісними узами корупції і безкарності. Коли лист був опублікований, Микола став ізгоєм… А через деякий час до тієї ж газети надійшов лист із повідомленням про загибель Миколи під час бійки з хлопцями, що розгулялися та вирішили провчити юного правдошукача.

## У ролях
- Сергій Роженцев — Микола Ольховников (озвучив В'ячеслав Баранов)
- Федір Гаврилов — Генка, однокласник Колі
- Володимир Шевельков — Суслик, карний злочинець
- Євген Жаббаров — Чок
- Микола Добринін — Сергій Огурцов, демобілізований сержант
- Олена Казарінова — Людмила Юріївна, вчителька
- Олена Борзунова — Олена Мамикіна, однокласниця Колі, комсорг класу
- Віталій Баганов — Віктор Петрович, фізрук
- Лариса Бородіна — п'яна у гуртожитку
- Олексій Борзунов — Гордєйцев
- Інна Виходцева — Ніна Миколаївна, вчителька
- Володимир Варенцов — Микола Севастьянович, шкільний воєнрук
- Лариса Гузєєва — Марія Митрофанівна Безсмертних
- Борис Гітін — Георгій Михайлович, директор школи
- Світлана Коновалова — вчителька
- Ірина Кара — секретар
- Тетяна Конюхова — Олександра Володимирівна, завуч
- Антоніна Лефтій — Катерина Іванівна, класна керівниця
- Алла Мещерякова — мати Колі
- Михайло Салов — однокласник Колі
- Веніамін Смєхов — Сашко, журналіст
- Всеволод Сафонов — Михайло Семенович, вчитель
- Володимир Смирнов — Петров, однокласник Колі
- Олександр Ткачонок — Павло
- Михайло Федоров — однокласник Колі
- Сергій Шеховцов — секретар райкому комсомолу
- Ольга Хоружина — роль другого плану
- Володимир Анісько — журналіст
- Владислав Ширченко — шофер
- Юрій Гусєв — редактор газети
- Юрій Грецов — шофер
- І. Данилов — епізод
- Ольга Кузнецова — співробітниця редакції
- А. Ключников — епізод
- Наталія Коренченко — Марійка, дочка журналіста Павла
- Юрій Лактіонов — виконроб
- Петро Любешкін — робітник друкарні
- Ванда Оттович-Воловська — епізод
- Ігор Лопухін-Полковник — мешканець у гуртожитку
- Валерій Потанін — начальник будівництва
- Данута Столярська — Софія Олександрівна
- Сергій Сенін — епізод
- Володимир Золотухін — гість Огурцова
- Віктор Козачук — вчитель
- Лілія Макєєва — співробітниця редакції
- Сергій Юртайкін — вахтер редакції
- Василь Яковець — секретар райкому партії

## Знімальна група
- Режисер — Олександр Гришин
- Сценарист — Юрій Щекочихін
- Оператор — Володимир Панков
- Композитор — Володимир Рябов
- Художники — Юрій Богатиренко, Володимир Шинкевич